# 밤과 음악사이 (텔레비전 프로그램)
《밤과 음악 사이》는 1993년 10월 20일부터 1997년 2월 27일까지 KBS 2TV에서 방송된 대한민국의 심야 토크쇼 프로그램이다.
초기에는 《밤으로 가는 쇼》라는 타이틀로 방송되었으나, 1993년 10월부터 《밤과 음악 사이》로 개편되었다.

## 기획 의도
이 프로그램은 국내 유명 인사를 초대하여 그들의 삶과 경험을 진솔하게 들려주는 형식으로 진행되었다.

## 방송 일정
- 1993년 10월 20일 ~ 1995년 10월 26일 매주 수요일 ~ 목요일 밤 11시
- 1995년 11월 1일 ~ 1996년 2월 29일 매주 수요일 ~ 목요일 (1·2부)
  - 1부는 밤 11시부터 11시 50분까지, 2부는 밤 12시부터 12시 50분까지
- 1996년 3월 5일 ~ 1996년 5월 16일 매주 화요일 ~ 목요일 밤 11시
- 1996년 5월 22일 ~ 1997년 1월 30일 매주 수요일 ~ 목요일 밤 11시
- 1997년 2월 5일 매주 수요일 밤 11시
  - 1부는 밤 10시 55분부터 11시 50분까지, 2부는 밤 12시부터 1시까지
- 1997년 2월 12일 ~ 1997년 2월 27일 매주 수요일 ~ 목요일 밤 11시

## 역대 MC

### 남자
- 1993년 10월 20일 ~ 1994년 3월 16일 : 임성훈
- 1994년 3월 22일 ~ 1995년 5월 4일 : 임성훈, 전영호
- 1995년 5월 10일 ~ 1997년 2월 27일 : 임성훈, 조형기[1]

### 여자
- 1993년 10월 20일 ~ 1994년 9월 29일[2] : 장윤정
- 1994년 10월 6일 ~ 1995년 5월 4일 : 박주미
- 1995년 5월 10일 ~ 1995년 8월 16일 : 정혜정 (당시 KBS 슈퍼탤런트)
- 1995년 8월 23일 ~ 1995년 10월 26일 : 장윤정[3] (MC 복귀)
- 1995년 11월 1일 ~ 1997년 2월 27일 : 궁선영[4] (당시 `93 미스코리아 진)

## 참고 사항
- 1993년 10월 20일부터 1994년 9월 29일까지 했는데 1995년 8월 23일부터 1995년 10월 26일까지 MC를 맡았던 장윤정은 임성훈이 메인 진행자로 활동한 MBC 사랑의 스튜디오에서 임신 때문에 도중하차한 탤런트 신애라 후임으로 낙점되었으나[5] 결국 좌절됐고 당시 장윤정 자리에는 탤런트 우희진이 대타로 들어갔다.
- 임성훈이 메인 진행자로 활동한 MBC 사랑의 스튜디오에서 신애라 전임 MC[6]였던 이영현은 <밤과 음악 사이> 여자 진행자 물망[7]에 한때 거론된 바 있었다.
- 1995년 6월 1일에 광고 20개를 때려갔다.[8]

## 에피소드 목록
(불명)이라는 주인공 이름 필요함

### 1993년
- 10월 20일 박정수
- 10월 21일 양희은
- 10월 27일 ~ 10월 28일 신성일
- 11월 3일 강문영
- 11월 4일 이상렬
- 11월 10일 박지영, 이상렬
- 11월 11일 독고영재
- 11월 17일 변소정, 연재모
- 11월 18일 최성수
- 11월 24일 이상아
- 11월 25일 이문세
- 12월 1일 슈퍼모델 이종희, 홍서범
- 12월 2일 김영애
- 12월 8일 허준호
- 12월 9일 금보라
- 12월 15일 ~ 12월 16일 남진
- 12월 22일 안성기
- 12월 23일 이미영
- 12월 29일 홍진경, 오솔미, 신수경
- 12월 30일 최수지

### 1994년
- 1월 5일 박남정
- 1월 6일 이응경
- 1월 12일 이상운
- 1월 13일 홍세미
- 1월 19일 인순이
- 1월 20일 정영숙
- 1월 26일 김서라
- 1월 27일 임미숙
- 2월 2일 선우은숙
- 2월 3일 장재근, 박광영 부부
- 2월 16일 이숙영, 곽영일
- 2월 17일 이용식, 한무
- 2월 23일 (불명)
- 2월 24일 (불명)
- 3월 2일 이영범, 노유정
- 3월 3일 이옥주
- 3월 9일 김영철
- 3월 10일 임채무
- 3월 16일 박영규
- 3월 17일 (불명)
- 3월 23일 김정렬
- 3월 24일 현미
- 3월 30일 김현영, 엄정필, 조혜련
- 3월 31일 김현아, 이경심, 박소현
- 4월 6일 이연경
- 4월 7일 (불명)
- 4월 13일 하춘화
- 4월 14일 하춘화, 이상벽
- 4월 20일 이용식, 한무
- 4월 21일 박진성, 중국 기예단
- 4월 27일 조영남
- 4월 28일 안문숙
- 5월 4일 ~ 5월 5일 이주일
- 5월 11일 최불암
- 5월 12일 이상용
- 5월 18일 윤정
- 5월 19일 정강우
- 5월 25일 (불명)
- 5월 26일 (불명)
- 6월 1일 백남봉
- 6월 2일 이종원
- 6월 8일 (불명)
- 6월 9일 김흥국
- 6월 15일 (불명)
- 6월 16일 (불명)
- 6월 22일 (불명)
- 6월 23일 故 정동권
- 6월 29일 박찬환
- 6월 30일 (불명)
- 7월 6일 홍명보
- 7월 7일 손지창, 김민종, 이정재 드라마 느낌
- 7월 13일 당신이 그리워질때 200회 특집쇼 출연진
- 7월 14일 윤유선
- 7월 20일 고현정
- 7월 21일 노사연, 이무송 부부
- 7월 27일 (불명)
- 7월 28일 (불명)
- 8월 3일 (불명)
- 8월 4일 김세레나
- 8월 10일 이미연, 김승우
- 8월 11일 김나운
- 8월 17일 조형기
- 8월 18일 룰라
- 8월 24일 장윤정, 듀스
- 8월 25일 김세윤
- 8월 31일 천호진, 신애라
- 9월 1일 이택림
- 9얼 7일 이창훈
- 9월 8일 길은정, 노이즈
- 9월 14일 서세원, 서정희 부부
- 9월 15일 김청
- 9월 22일 (불명)
- 9월 28일 장두이, 투투
- 9월 29일 이덕진 어머니

10월
- 10월 5일 (불명)
- 10월 6일 주용만
- 10월 12일 100회 특집 하이라이트
- 10월 13일 특집 스타의 결혼 이야기
- 10월 19일 주현미
- 10월 20일 주현미, 임동신
- 10월 26일 송대관
- 10월 27일 임주리
- 11월 2일 김진아
- 11월 3일 장현
- 11월 9일 하유미, 변소정, 이아현
- 11월 10일 노영심
- 11월 16일 하희라
- 11월 17일 (불명)
- 11월 23일 김미화
- 11월 24일 김정훈, 윤다훈, 박준규
- 11월 30일 김수철
- 12월 1일 김미정, 김병주
- 12월 7일 이한우, 이용복 부부
- 12월 8일 소방차 음악그룹
- 12월 14일 변진섭
- 12월 15일 김도향
- 12월 21일 허재, 이미수 부부
- 12월 22일 일일연속극 하늘 바라기의 민욱, 이일화
- 12월 28일 이근희, 유혜리 부부
- 12월 29일 심형래

### 1995년
- 1월 4일 이덕화[9]
- 1월 5일 오재미[10]
- 1월 11일 故 구봉서
- 1월 12일 김영란
- 1월 18일 백일섭
- 1월 19일 윤복희
- 1월 25일 노희지, 모녀와 딸 엄마[11]
- 1월 26일 김국환
- 2월 2일 (불명)
- 2월 8일 ~ 2월 9일 심수봉
- 2월 15일 박근형
- 2월 16일 연예계의 기인 - 유통의 이색결혼
- 2월 22일 강우석, 박상원
- 2월 23일 박상원, 김수경
- 3월 8일 조혜련
- 3월 9일 김건모
- 3월 15일 김린
- 3월 16일 홍서범, 조갑경
- 3월 22일 정성모[12]
- 3월 23일 윤석화
- 3월 29일 박미경
- 3월 30일 인순이
- 4월 5일 신승훈
- 4월 6일 (불명)
- 4월 12일 김갑수[13]
- 4월 13일 곽규석
- 4월 19일 김성환
- 4월 20일 이봉원
- 4월 26일 박준
- 4월 27일 조형기
- 5월 3일 (불명)
- 5월 4일 (불명)
- 5월 10일 (불명)
- 5월 11일 최동원
- 5월 17일 이정섭
- 5월 18일 홍진경
- 5월 24일 나현희
- 5월 25일 이효춘
- 5월 31일 (불명)
- 6월 1일 박소현
- 6월 7일 임희숙
- 6월 8일 원미경
- 6월 14일 신효범
- 6월 15일 전원주
- 6월 21일 전철우
- 6월 22일 (불명)
- 6월 28일 룰라 (음악 그룹)
- 6월 29일 김수미
- 7월 5일 이석이
- 7월 6일 김수미
- 7월 12일 독고영재
- 7월 13일 김세환
- 7월 19일 (불명)
- 7월 20일 (불명)
- 7월 26일 허수경 MC
- 7월 27일 삼풍백화점 붕괴 사고에 구조·고립된 119구조대원들
- 8월 2일 (불명)
- 8월 3일 문오장
- 8월 9일 노이즈
- 8월 10일 이옥주
- 8월 16일 박철 & 옥소리
- 8월 17일 게스트없음
- 8월 23일 게스트없음
- 8월 24일 최선아 남편, 이원익
- 8월 30일 故남보원, 주길자 부부
- 8월 31일 심양홍
- 9월 6일 손범수, 진양혜 부부
- 9월 7일 전영록, 이미영 부부
- 9월 13일 박미선
- 9월 14일 박진영
- 9월 20일 허준호
- 9월 21일 양희경
- 9월 27일 여운계 부부
- 9월 28일 홍경인, 김희선
- 10월 4일 노사연, 노사봉
- 10월 5일 박상민, 윤동원
- 10월 11일 김지영, 윤유선
- 10월 12일 정일모
- 10월 18일 이경영
- 10월 19일 최화정
- 10월 25일 송채환
- 10월 26일 김덕수
- 11월 1일 김보연 / 정윤선
- 11월 2일 (불명)
- 11월 8일 손창민 / 박경희
- 11월 9일 (불명)
- 11월 15일 유인촌 / 안재형, 자오즈민 부부
- 11월 16일 박상아 / 故 함중아
- 11월 22일 김미화 / 김만수
- 11월 23일 이훈 / 황정아
- 11월 29일 전도연[14] / ?
- 11월 30일 정애리 / 김상희
- 12월 6일 박영선 / 하청일
- 12월 7일 김지호 / 안정훈
- 12월 13일 윤여정 / 윤수일
- 12월 14일 오현경 / 최현
- 12월 20일 김민희 / 김추련
- 12월 21일 이상은 / 조용원
- 12월 27일 이지은 / 최종원
- 12월 28일 송기윤 / 이은하

### 1996년
- 1월 3일 (불명)
- 1월 4일 (불명)
- 1월 10일 배종옥 / 박남정
- 1월 11일 김현철 / 임종임
- 1월 17일 이순재 서울대학교 철학과[15] / 위일청
- 1월 18일 장미화 / 이진관
- 1월 24일 홍리나 / 현숙
- 1월 25일 김호진 / 김성녀
- 1월 31일 심수봉 / 이용
- 2월 1일 유열 / 신영희
- 2월 7일 이주일 / 정수라
- 2월 8일 (불명)
- 2월 14일 박성미 / 정선희
- 2월 15일 강수지 / 윤문식
- 2월 21일 이민우 / 손현주
- 2월 22일 이용식 / 안소영
- 2월 28일 김병찬 / 김부자
- 2월 29일 (불명)
- 3월 5일 선우재덕
- 3월 6일 김지수
- 3월 7일 (불명)
- 3월 13일 김상중 연극배우[16]
- 3월 14일 홍학표
- 3월 19일 패티김
- 3월 21일 故 김인문
- 3월 26일 김창완
- 3월 27일 방실이
- 3월 28일 이본
- 4월 2일 김창렬, 정재용
- 4월 3일 서승현
- 4월 4일 김보화
- 4월 9일 신윤정
- 4월 10일 홍진희
- 4월 11일 故 김상순
- 4월 16일 (불명)
- 4월 17일 선우용여, 최연제 모녀
- 4월 18일 김용림, 남성진 모자
- 4월 23일 재키림
- 4월 24일 강부자
- 4월 25일 정한용 구로갑 국회의원[17]
- 4월 30일 이창훈
- 5월 1일 송승환 연기자, MC, DJ[18]
- 5월 2일 전유성 진미령 부부
- 5월 7일 김창숙
- 5월 8일 박정자
- 5월 9일 김청
- 5월 14일 노영심
- 5월 15일 김한길, 최명길 부부
- 5월 16일 박용식, 김기섭
- 5월 22일 김지미
- 5월 23일 남능미
- 5월 29일 주용만
- 5월 30일 패닉
- 6월 5일 진희경
- 6월 6일 하일성
- 6월 12일 윤다훈[19]
- 6월 13일 김동완 기상캐스터
- 6월 19일 김형자
- 6월 20일 김지애
- 6월 26일 신승훈
- 6월 27일 류시원
- 7월 3일 이상벽[20]
- 7월 4일 배연정
- 7월 10일 서인석
- 7월 11일 나오미
- 7월 17일 장용
- 7월 18일 정미조
- 8월 7일 이영현
- 8월 8일 녹색지대
- 8월 21일 권해효, 박광정
- 8월 22일 이주노
- 8월 28일 남철, 남성남
- 8월 29일 이혜영 가수[21]
- 9월 4일 이봉원
- 9월 5일 이정섭, 허수경
- 9월 11일 유혜리
- 9월 12일 최백호
- 9월 18일 故 김자옥
- 9월 19일 이혜은
- 9월 25일 인순이
- 10월 2일 이재룡
- 10월 3일 길은정, 편승엽 커플
- 10월 9일 정선경
- 10월 10일 오정해
- 10월 16일 임백천
- 10월 17일 클론
- 10월 23일 전원주, 故 김인문
- 10월 24일 김남주
- 10월 30일 (불명)
- 10월 31일 박영규
- 11월 6일 유동근
- 11월 7일 김완선
- 11월 13일 이선희
- 11월 14일 송대관
- 11월 20일 김동규, 김건모
- 11월 21일 홍록기
- 11월 27일 故 김형곤, 심형래
- 11월 28일 양수경
- 12월 4일 전양자
- 12월 5일 김정렬, 황기순, 서승만
- 12월 11일 김보화, 이경애
- 12월 12일 박일준, 임종임
- 12월 18일 손범수, 김병찬, 정은아, 최은경 아나운서[22]
- 12월 19일 목욕탕집 남자들 출연자들
- 12월 25일 故 김자옥, 로버트 할리, 김영준, 김흥국
- 12월 26일 현철, 설운도, 송대관, 태진아

### 1997년
- 1월 8일 손현주, 송채환
- 1월 9일 삼총사
- 1월 15일 박철, 옥소리 부부
- 1월 16일 이주실
- 1월 22일 류시원, 전도연
- 1월 23일 이승철
- 1월 29일 故 김주승, 김신아 부부
- 1월 30일 윤수일, 故 최헌
- 2월 5일 산울림 / 이무송, 노사연 부부
- 2월 12일 유혜리, 홍륜의 커플
- 2월 13일 (불명)
- 2월 19일 故 김창남 부부
- 2월 20일 전인화
- 2월 26일 (불명)
- 2월 27일 마지막회 (방송5년 고별무대)

## 같이 보기
- 밤으로 가는 쇼 (1992~1993년)
- 조영남 쇼 (1993년)
- 밤의 이야기쇼 (1997년)
- 서세원의 화요스페셜 → 서세원쇼 (1997~2002년)
- 승승장구 (2010년)